# Дегенхарт фон Гунделфинген
Дегенхарт фон Гунделфинген (на немски: Degenhard von Gundelfingen; † 21 февруари 1351/2 май 1352) е благородник от швабската фамилия Гунделфинген на Дунав, господар на замък Дернек (днес част от град Хайинген в района на Ройтлинген) в Баден-Вюртемберг.
Той е син на рицар Конрад фон Гунделфинген „Млади“ († сл. 1324) и съпругата му фон Гунделфинген, дъщеря на Дегенхард фон Гунделфинген-Хеленщайн († сл. 1293) и Агнес фон Дилинген († 1258). Внук е на Свигер фон Гунделфинген „Дългия“ († сл. 1307) и Мехтилд фон Лупфен († 5 януари). Роднина е на Хартман фон Дилинген († 1286), епископ на Аугсбург (1248 – 1286), на Дегенхард фон Гунделфинген-Хеленщайн († 1307), епископ на Аугсбург (1303 – 1307), и Андреас фон Гунделфинген († 1313), епископ на Вюрцбург (1303 – 1313) и на Бертолд фон Нойфен († 1224), епископ на Бриксен (1216 – 1224).
Баща му се жени втори път пр. 28 юни 1297 г. за Елизабет фон Ниферн († сл. 1297). Брат е на Конрад фон Гунделфинген († 1350), женен за Хедвиг фон Нойфен († 1342) и е баща на Свигер X фон Гунделфинген, господар на Нидергунделфинген († 1384). Брат е и на Бертолд фон Гунделфинген († сл. 1332). Полубрат е на Албрехт фон Гунделфинген († 1345).
Брат му Конрад остава в построения ок. 1250 г. замък Нидергунделфинген. Дегенхард получава останалата собственост и построява ок. 1350 г. замък Дернек. „Гунделфингите фон Дернек“ измират през 1546 г.

## Фамилия
Дегенхарт фон Гунделфинген се жени за Анна (Гизеле) фон Кирхберг († 1374/1394). Те имат десет деца:
- Свигер фон Гунделфинген-Дернек († 21 март 1393/6 февруари 1395), рицар, женен за Клек?
- Лутция фон Гунделфинген († сл. 1352)
- Стефан I фон Гунделфинген-Дернек († 14 юни 1395), рицар, фрайхер на Гунделфинген, женен 1357/1358 г. за Маргарета фон Хевен († сл. 6 декември 1398); имат два сина и дъщеря
- Верена фон Гунделфинген († сл. 1352)
- Елизабет фон Гунделфинген († сл. 1352)
- Бригита фон Гунделфинген († между 26 октомври 1400/22 април 1404 в Зедорф), омъжена 1353 г. за граф Вернер V фон Цимерн-Мескирх (* ок. 1290; † 23 април 1384)
- Маргарета фон Гунделфинген († сл. 1404), омъжена за Айгелварт фон Фалкенщайн († пр. 26 април 1404)
- Клара фон Дернек († сл. 1360)
- Улрих фон Гунделфинген († сл. 1361)
- дъщеря фон Гунделфинген, омъжена за Лудвиг фон Щофелн